# الانتخابات البرلمانية والاستفتاء الألماني عام 1936
أُجريت انتخابات برلمانية في ألمانيا في 29 مارس 1936.  واتخذت شكل استفتاء بسؤال واحد، سأل فيه الناخبون عما إذا كانوا يوافقون على الاحتلال العسكري لراينلاند، وقائمة حزبية واحدة للرايخستاغ الجديد تتألف حصريًا من النازيين و19 "ضيفًا" مستقلين اسميًا للحزب. ومثل الانتخابات السابقة في الحقبة النازية، تم تزويرها،  حيث زُعم أن نسبة المشاركة بلغت 99% و98.8% صوتوا لصالحها. وفي حيلة دعائية، حُشد عدد من الناخبين على متن المنطادَيْن الهوائيَّين غراف زيبلين وهيندينبورغ، اللذَين حلَّقا فوق راينلاند، حيث أدلى من كانوا على متنهما بأصواتهم. 
كانت هذه أول انتخابات ألمانية تُجرى بعد سن قوانين نورمبرغ عام 1935، والتي أزالت حقوق المواطنة (بما في ذلك الحق في التصويت) من اليهود والأقليات العرقية الأخرى. في الانتخابات والاستفتاءات السابقة في ظل الحكم النازي، سُمح لليهود والبولنديين والأقليات العرقية الأخرى بالتصويت دون تدخل كبير، بل وشُجعوا ضمنيًا على التصويت ضد النازيين (خاصة في المناطق التي عُرفت بوجود أعداد كبيرة من الأقليات العرقية فيها). في 7 مارس 1936، فقد اليهود والرومان حقهم في التصويت.  وكان إبعادهم من العملية الانتخابية مسؤولاً عن جزء كبير من الانخفاض الكبير في الأصوات غير الصالحة والسلبية، والتي انخفضت من أكثر من خمسة ملايين في عام 1934 إلى نصف مليون بالكاد في عام 1936. كما خفض النازيون سن التصويت، إلى حد كبير لضمان أن يكون حجم الناخبين بنفس حجم عام 1934 ولكن أيضًا لاستغلال الدعم المتحمس نسبيًا من الألمان الأصغر سنًا للنظام النازي.
كانت هذه أيضًا أول انتخابات منذ دمج سار في ألمانيا في 1 مارس 1935، بعد استفتاء سار في 13 يناير 1935. تم دمج الإقليم الجديد مع الدائرة الانتخابية 27، بالاتينات، والتي تمت إعادة تسميتها الآن بالاتينات-سار. 

## نتائج
|                             |                             |            |       |         |
| حزب                         | حزب                         | الأصوات    | %     | المقاعد |
|                             | الحزب النازي والضيوف        | 44,462,458 | 98.80 | 741     |
| ضد                          | ضد                          | 540,244    | 1.20  | -       |
| الأصوات غير الصالحة/الفارغة | الأصوات غير الصالحة/الفارغة | 540,244    | 1.20  | -       |
| إجمالي الأصوات              | إجمالي الأصوات              | 45,002,702 | 100   | 741     |
| الناخبون المسجلون/الإقبال   | الناخبون المسجلون/الإقبال   | 45,455,217 | 99.00 | -       |
| المصدر: نوهلين وستوفر       |                             |            |       |         |

## عواقب
انعقد الرايخستاغ الجديد في 30 يناير 1937 لإجراءات الصيغة النهائية لإعادة انتخاب هيئته الرئاسية، وهيرمان غورينغ رئيسًا للرايخستاغ. ثم انعقد مجددًا لتجديد قانون التمكين لعام 1933 لأربع سنوات إضافية.
وفي عام 1938، أجريت انتخابات لاحقة في كل من ألمانيا والنمسا، إلى جانب استفتاء صادق على ضم النمسا إلى الرايخ الألماني.

## روابط خارجية
- ملصقات الدعاية الانتخابية من العصر النازي، بما في ذلك من انتخابات واستفتاء عام 1936 نسخة محفوظة 10 April 2019 على موقع واي باك مشين.

1. ↑  هتلر، رودولف هيس، ويلهلم فريك، هيرمان جورينج، جوزيف جوبلز، أدولف فاغنر، كارل فال.